# ハワード・ロバーツ
ハワード・ロバーツ（Howard Roberts、1929年10月2日 - 1992年6月28日）は、アメリカのジャズ・ギタリストであり、セッション・ギタリストとして長くキャリアを積む一方、優れた教育者でもあった。

## 略歴
アリゾナ州フェニックス生まれ。8歳のときにギターを弾き始め、15歳ですでにプロとして、地域の舞台に立つ。
1950年、ロサンゼルスに移り、ジャック・マーシャル（Jack Marshall）の支援で、ボビー・トゥループ、チコ・ハミルトン、バーニー・ケッセルなど、著名なウエストコーストのミュージシャンと演奏することとなった。
1956年頃、ボビー・トゥループがソロ・ミュージシャンとしてヴァーヴ・レコードにサインした。これと同時期に、ハワードもソロとして活動することを決め、数多くのセッションに参加。その後、こうした活動は、1970年代前半まで続いた。
1959年、SFテレビドラマ『トワイライト・ゾーン』の演奏を担当し、リズムギター、リードギター、ベース、およびマンドリンを演奏した。
ロバーツがバックとして共演したミュージシャンは、ジョージー・オールド、ペギー・リー、エディ・コクラン、チェット・アトキンスなどである。
1960年代後半からは、レコーディング活動よりも教育に力を入れた。ギター・セミナーを主催して全国を駆け回りながら、いくつかの教則本を著し、また数年間にわたり『Guitar Player』誌に即興演奏についてのコラムを執筆。1977年にはギター学校（Guitar Institute of Technology。ミュージシャンズ・インスティチュートの前身）を設立した。
1992年、前立腺癌のためシアトルにて死去。妻のパティもアクティブな音楽教育者であるが、彼の死後は彼女が活動を継続している。

## ディスコグラフィ

### リーダー・アルバム
- 『ミスター・ロバーツ・プレイズ・ギター』 - Mr. Roberts Plays Guitar (1957年、Verve)
- 『グッド・ピッキンズ』 - Good Pickin's (1959年、Verve)
- Color Him Funky (1963年、Capitol)
- H.R. Is a Dirty Guitar Player (1963年、Capitol)
- 『サムシングス・クッキン』 - Something's Cookin' (1964年、Capitol)
- Goodies (1965年、Capitol)
- All-Time Great Instrumental Hits (1966年、Capitol)
- Whatever's Fair! (1966年、Capitol)
- The Movin' Man (1966年、VSP)
- The Velvet Groove (1966年、Verve)
- Guilty!! (1967年、Capitol)
- 『ジョーンティ・ジョリィ』 - Jaunty-Jolly! (1967年、Capitol)
- Out of Sight (But "In" Sound) (1968年、Capitol)
- 『スピニング・ホイール』 - Spinning Wheel (1969年、Capitol)
- Antelope Freeway (1971年、ABC Impulse!)
- Sounds (1974年、Capitol)
- Equinox Express Elevator (1975年、ABC Impulse!)
- 『リアル・ハワード・ロバーツ』 - The Real Howard Roberts (1978年、Concord Jazz)
- Turning to Spring (1981年、Discovery) ※フィーチャリング・ビル・メイズ
- 『ザ・マジック・バンド・ライヴ・アット・ドンテス』 - The Magic Band Live at Donte's (1995年、V.S.O.P.)
- 『ザ・マジック・バンド・ライヴ・アット・ドンテス Vol.2』 - The Magic Band II (1998年、V.S.O.P.)

### 参加アルバム
デヴィッド・アクセルロッド
- Release of an Oath (1968年) ※エレクトリック・プルーンズ名義
- Song of Innocence (1968年)
- Songs of Experience (1969年)

ジューン・クリスティ
- 『サムシング・クール』 - Something Cool (1954年、Capitol)

ソニー&シェール
- 『アイ・ガット・ユー・ベイブ』 - Look at Us (1965年、Atco)

バディ・コレット
- Everybody's Buddy (1957年、Challenge)
- 『ジャズ・ラヴズ・パリ』 - Jazz Loves Paris (1958年、Specialty)

ナンシー・シナトラ
- 『シュガー』 - Sugar (1966年、Reprise)

チコ・ハミルトン
- 『チコ・ハミルトン・トリオ』 - Chico Hamilton Trio (1956年、Pacific Jazz)

ジョン・リー・フッカー
- Free Beer and Chicken (1974年、ABC)

ミルト・ジャクソン
- 『メンフィス・ジャクソン』 - Memphis Jackson (1969年、Impulse!)

ダイアン・シューア
- 『ディードゥルズ』 - Deedles (1984年、GRP)

プラス・ジョンソン
- 『ジス・マスト・ビー・ザ・プラス』 - This Must Be the Plas (1959年、Capitol)

ハンク・ジョーンズ
- 『ジャスト・フォー・ファン』 - Just for Fun (1977年、Galaxy)

ハリー・ニルソン
- 『ハリー・ニルソンの肖像』 - Harry (1969年、RCA Victor)

ベット・ミドラー
- 『ブロークン・ブロッサム』 - Broken Blossom (1977年、Atlantic)

ジョン・クレマー
- 『コンスタント・スロブ』 - Constant Throb (1971年、Impulse!)

ローズマリー・クルーニー
- 『スウィングズ・ソフトリー』 - Rosemary Clooney Swings Softly (1960年、Verve)

チャールズ・カイナード
- Where It's At! (1963年、Pacific Jazz)

ペギー・リー
- 『シングス・アー・スインギン』 - Things Are Swingin' (1959年、Capitol)
- Blues Cross Country (1962年、Capitol)
- In the Name of Love (1964年、Capitol)

ハービー・マン
- The Magic Flute of Herbie Mann (1957年、Verve)

セロニアス・モンク
- 『モンクス・ブルース』 - Monk's Blues (1968年、Columbia)

フランク・モーガン
- 『フランク・モーガン』 - Frank Morgan (1955年、Gene Norman Presents)

ショーティ・ロジャース
- Chances Are It Swings (1958年、RCA Victor)

ピート・ルゴロ
- Introducing Pete Rugolo And His Orchestra (1954年、Columbia)
- Adventures in Rhythm (1954年、Columbia)
- Rugolomania (1955年、Columbia)
- New Sounds by Pete Rugolo (1957年、Harmony) ※1954年–1955年録音
- Music for Hi-Fi Bugs (1956年、EmArcy)
- Out on a Limb (1956年、EmArcy)
- Rugolo Plays Kenton (1958年、EmArcy)
- Ten Trumpets and 2 Guitars (1961年、Mercury)
- 10 Saxophones and 2 Basses (1961年、Mercury)

ラロ・シフリン
- Gone with the Wave (1964年、Colpix)
- 『暴力脱獄』 - Cool Hand Luke (1967年、Dot)
- 『ゼアズ・ア・ホウル・ラロ・シフリン・ゴーイン・オン』 - There's a Whole Lalo Schifrin Goin' On (1968年、Dot)
- 『モア・スパイ大作戦』 - More Mission: Impossible (1968年、Paramount)
- 『マニックス サウンドトラック TV編』 - Mannix (Themes from the Original Score of the Paramount Television Show) (1968年、Paramount)
- 『ブリット オリジナル・サウンドトラック』 - Bullitt (1968年、Warner Bros.)
- 『戦略大作戦』 - Kelly's Heroes (1970年、MGM)
- Rock Requiem (1971年、Verve)

バド・シャンク
- 『ザ・フルート・アンド・ジ・オーボエ』 - Flute 'n Oboe (1957年、Pacific Jazz) ※with ボブ・クーパー
- 『ブローイン・カントリー』 - Blowin' Country (1959年、World Pacific) ※with ボブ・クーパー
- 『風のささやき』 - Windmills of Your Mind (1969年、Pacific Jazz)

ガボール・ザボ
- 『ウインド、スカイ・アンド・ダイアモンズ』 - Wind, Sky and Diamonds (1967年、Impulse!)

ボビー・トゥループ
- 『ボビー・トゥループ!!』 - Bobby Troup! (1953年、Capitol)

ラリー・ウィリアムズ
- 『ヒアズ・ラリー・ウィリアムス』 - Here's Larry Williams (1958年、Specialty) ※「Dizzy, Miss Lizzy」に参加[1]